# Ernst Schmucker
Ernst Walter Schmucker (* 1. Juli 1921 in München; † 17. Juli 2001 ebenda) war ein deutscher Schauspieler und Fernsehregisseur.

## Leben und Wirken
Der Sohn des Postinspektors Franz Schmucker besuchte die staatliche Schauspielschule in seiner Heimatstadt München und trat während bis zum Ende Zweiten Weltkriegs an den Münchner Kammerspielen und dem Volkstheater aber auch am Salzburger Landestheater auf. Nach Kriegsende gehörte Schmucker den Kammerspielen in Garmisch an, wirkte mit kleinen Rollen in mehreren Filmen mit bayerischem bzw. alpinem Lokalkolorit mit und arbeitete als Synchronsprecher. Seit 1953 stand er in Diensten des Bayerischen Rundfunks und inszenierte zunächst eine erkleckliche Anzahl an Hörspielen.
Noch im selben Jahrzehnt gelang Ernst Schmucker der Sprung zum Fernsehen. Er führte die Bildregie zu mehreren Fernsehaufzeichnungen des Komödienstadels, deren Schauspielerführung bei Olf Fischer lag. Erst gegen Ende der 1960er Jahre begann Schmucker auch ganze Geschichten zu inszenieren, darunter zahlreiche Episoden zu populären Unterhaltungsserien wie Luftsprünge, Königlich Bayerisches Amtsgericht und Die unsterblichen Methoden des Franz Josef Wanninger, seine letzte nachweisliche Fernsehfilmregie. Darüber hinaus inszenierte er auch die eine oder andere BR-Einzelfilmproduktion. Nachhaltig bekannt machte den Münchner jedoch eine ihn über Jahrzehnte hinweg beschäftigende Daueraufgabe: Ernst Schmucker führte die Bildregie bei einer Unzahl von Folgen der beliebten Ratesendung mit Robert Lembke Was bin ich?. Zudem war Schmucker jahrelang Regisseur der BR-Sendung Jetzt red i, leitete die Aufzeichnung der Fernsehsendungen Allein gegen alle mit Max Schautzer, Das feuerrote Spielmobil, Stars in der Manege, und Die Schlager des Jahres mit Michael Schanze.
Schmucker starb 2001 kurz nach seinem 80. Geburtstag in seiner Geburtsstadt München.

## Filmografie
als Schauspieler:
- 1949: Die drei Dorfheiligen
- 1950: Die Tat des Anderen
- 1950: Rausch einer Nacht
- 1951: Die Dame in Schwarz
- 1951: Die Alm an der Grenze
- 1973: Tatort: Weißblaue Turnschuhe
- 1985: Meister Eder und sein Pumuckl: Das Spiel mit dem Feuer, Feuerwehrkommandant

als (Co-)Regisseur beim Fernsehen:
- 1959: Der Komödienstadel (mehrere Episoden, Bildregie)
- 1964: Die Entwicklungshilfe
- 1969–70: Luftsprünge (Serie)
- 1970: Otto, der Klavierstimmer
- 1970: Alles für die Katz
- 1969–71: Königlich Bayerisches Amtsgericht
- 1971: Bäng Bäng
- 1972: Josef Filser – Ein lustiges Spiel mit Ludwig Thoma und seinen Gestalten
- 1973: Die drei Eisbären
- 1973: Der grüne Frieder – Geschichten vom Anderssein
- 1974: Die Kinder Edouards
- 1976: Rumpelstilzchen
- 1976: Baumeister Solness
- 1982: Die unsterblichen Methoden des Franz Josef Wanninger